# 타잉엔역
타잉엔역(독일어: Bahnhof Thayngen)은 스위스 샤프하우젠주와 타잉엔 지자체에 있는 기차역이다. 이 역은 스위스에 있지만 바젤과 징겐을 연결하는 도이치반의 하이라인 철도(High Rhine Railway)에 있다.
타잉엔역은 샤프하우젠에서 징겐까지의 도이치반 지역 열차와 취리히에서 타잉엔까지의 취리히 S-반 노선 S24 열차가 운행된다.

## 세관
탕잉엔은 세관 목적상 독일에서 도착하는 승객을 위한 국경역이다. 세관 검사는 스위스 공무원이 역이나 열차 내에서 수행할 수 있다. 스위스가 2008년 솅겐 지역에 합류하면서 체계적인 여권 통제가 폐지되었다.

## 운행편
2020년 12월 시간표 변경에 따라 타잉엔에서 다음 서비스가 정차한다.
- RB : 샤프하우젠과 징겐(호헨트빌) 사이를 30분 간격으로 운행.
- 취리히 S-반 S24: 추크까지 매시간 운행.